# Good King Bad
Good King Bad es un álbum de estudio del guitarrista de jazz estadounidense George Benson como líder, su quinto para el sello CTI Records. Producido por Creed Taylor, el álbum cuenta con los brillantes arreglos de Dave Matthews, quien había sido el arreglista y líder de la banda de James Brown desde 1970. y ya había colaborado en otros álbumes de CTI para Ron Carter, Idris Muhammad y Hank Crawford.
El tema que abre el álbum "Theme From Good King Bad", fue galardonado en 1976 con el Grammy a la mejor interpretación de R&B.
Como en sus grabaciones anteriores. Benson reunió en los Estudios Van Gelder a un elenco de excelentes músicos de estudio, incluyendo a David Sanborn, Joe Farrell, Randy Brecker, Roland Hanna y Eric Gale, entre otros, sumando un total de 33 instrumentistas.
En 1982, CTI relanzó el LP original bajo el título Cast Your Fate To The Wind. En esta nueva edición, el tema homónimo de Vince Guaraldi abría la cara A, mientras que "Good King Bad" inauguraba la cara B.
Años más tarde, en 1989, CBS  lanzó la edición en CD, la cual incluyó un tema adicional: "Hold On I'm Comin'". Esta pista se había grabado durante las mismas sesiones de Good King Bad y previamente apareció en el álbum recopilatorio Space de 1978.

## Antecedentes
Good King Bad marcó el último trabajo de George Benson con CTI Records antes de su exitoso paso a Warner Bros., donde iniciaría su etapa de superventas. En aquel momento, Benson sentía un creciente desencanto con Creed Taylor, tanto por el estilo de los arreglos en sus grabaciones originales como por las limitadas oportunidades para cantar que el sello le ofrecía. A pesar de este clima poco propicio, Good King Bad se grabó a lo largo de varios meses, entre julio y diciembre de 1975. Las sesiones contaron con un amplio elenco de músicos, ya que la disponibilidad de algunos intérpretes varió entre las primeras y últimas grabaciones.
En 1975, CTI y Warner llegaron a un acuerdo para alternar los álbumes de Benson. El plan era que Benson grabara un álbum para Warner, el siguiente para CTI, y así sucesivamente.  Warner consideraba a George Benson una estrella en potencia. Además de su talento como guitarrista de jazz, Benson destacaba por su gran habilidad vocal, una faceta que, según Warner, CTI infrautilizaba. El propio Benson temía que Creed Taylor (fundador de CTI) se interesara solo por él como guitarrista y no lo suficiente como cantante.
Poco después de este acuerdo, Benson firmó un contrato de un millón de dólares con Warner Bros. y, entre el 6 y el 8 de enero de 1976, grabó su primer álbum para el sello: Breezin'.
Warner firmó el contrato para compartir a George Benson e inmediatamente demandó a CTI para impedir que lanzaran cualquier álbum en solitario de Benson. Como resultado, CTI solo pudo grabar, entre el 20 y el 21 de enero, un álbum a dúo con el flautista y saxofonista Joe Farrell, titulado Benson & Farrell. Este álbum, publicado en octubre de 1976, fue el último de Benson para la discográfica de Creed Taylor.

## Recepción y críticas
En las notas del LP, el compositor y crítico musical Leonard Feather describe la música de Good King Bad como "Rhythm and blues sofisticado". Feather destaca que con este álbum, Benson logró una transición crucial en su carrera, pasando de ser un imitador (con inspiraciones en figuras como Hank Garland y Charlie Christian) a imitado y convertirse en una figura musicalmente influyente.
Para Richard S, Ginell de AllMusic en Good King Bad «Los elementos de R&B cobran mayor fuerza, con un sonido y una mezcla más orientados a la pista de baile, y esto realza el lado más funky de George Benson. Gracias, en parte, a un ritmo más rígido, Benson centra su estilo a sus elementos rítmicos esenciales. Se abstiene de las improvisaciones aleatorias,  y como resultado, el disco funciona y te hace bailar.»

## Lista de temas
| #  | Título                           | Compositor/es     | Duración |
| -- | -------------------------------- | ----------------- | -------- |
| 1. | "Theme From Good King Bad"       | David Matthews    | 6:00     |
| 2. | "One Rock Don't Make No Boulder" | David Matthews    | 6:48     |
| 3. | "Em"                             | Philip Namanworth | 4:53     |
| 4. | "Cast Your Fate To The Wind"     | Vince Guaraldi    | 6:56     |
| 5. | "Siberian Workout"               | David Matthews    | 6:40     |
| 6. | "Shell of a Man"                 | Eugene McDaniels  | 5:13     |

Tema adicional en la edición en CD de 1989:
| #  | Título                | Compositor/es             | Duración |
| -- | --------------------- | ------------------------- | -------- |
| 7. | "Hold On! I'm Comin'" | Isaac Hayes, David Porter | 5:43     |

## Créditos
- George Benson, Eric Gale (temas 1-5) – guitarra
- Don Grolnick - clavinet (temas 1 y 2)
- Roland Hanna (tema 3), Ronnie Foster (tema 6) - teclados
- Gary King - bajo (temas 3 y 6),
- Andy Newmark (temas 1, 2, 4 y 5), Steve Gadd (tema 3), Dennis Davis (tema 6) - batería
- Sue Evans - percusión
- David Friedman - vibráfono (temas 1, 4 y 6)
- Joe Farrell (temas 1, 2, 4 y 5), Romeo Penque (temas 3 y 6), David Tofani (temas3 y 6) - flauta
- David Sanborn - saxofón alto (tema 1)
- Michael Brecker (tema 1), Frank Vicari (temas 1, 2, 4 y 5) - saxofón tenor
- Ronnie Cuber - saxofón barítono (temas 1, 2, 4 y 5)
- Fred Wesley - trombón
- Randy Brecker - trompeta (tema 1)
- Charles McCracken, Alan Shulman - violonchelo
- Harold Coletta, Theodore Israel - viola
- Max Ellen, Paul Gershman, Harry Glickman, Emanuel Green, Harold Kohon, David Nadien, John Pintavalle, Max Pollikoff - violin
- Bob James - director

## Producción
- Creed Taylor - productor
- David Matthews - arreglos
- Rudy Van Gelder - ingeniero de sonido
- Pete Turner - fotografía
- Rene Schumacher - diseño del álbum
- Leonard Feather / nota de álbum (LP 1976)
- Didier C. Deutsch - productor / nota de álbum (CD 1989)
- Mark Wilder - ingeniero de remasterización (CD 1989)